# Riley RM Series
O  Riley RM Series  é uma família de modelos de porte grande da Riley, divisão da British Motor Corporation.